# Футбол в Чувашии
Футбол — самый массовый вид спорта в Чувашии. На территории республики им занимаются 35 тысяч человек. Главным руководящим органом местного футбола является Федерация футбола Чувашской Республики, которая на правах коллективного члена состоит в Российском футбольном союзе.
В Чувашии проводится мужской чемпионат и кубок имеющие непрофессиональный статус. По состоянию на 2018 года в республике было около 70 любительских футбольных команд и более 6 тысяч футболистов, имеющих «паспорт игрока».
Мужские футбольные команды Чувашии никогда не были представлены на уровне высших лиг СССР и России. Наивысшими достижениями для чувашских команд было участие во Второй лиге СССР, а затем России, где выступали чебоксарский «Азамат» (под разными названиями) и «Химик-Август» из пгт Вурнары. Женская команда «Волжанка» участвовала в первом чемпионате СССР 1990 года, проведя в общей сложности 2 сезона на высшем уровне в СССР и 8 сезонов — в Высшей лиге России.
Главной футбольной ареной Чувашии считается чебоксарский стадион «Олимпийский», который вмещает 15 тысяч зрителей.

## История

### Российская империя
Впервые футбол на территории Чувашии появился в начале XX века. Первым его привезли в 1912 году братья Василий и Александр Мухины, окончившие Московское землемерное училище, и проводившие летние каникулы в Алатыре. В это же время в городе оказался учащийся Петербургского коммерческого училища Н. Сазыкин, уроженец Алатыря. Молодые люди начали обучать футболу местных жителей и сформировали две команды «Вега» (капитан В. Мухин) и «Старт» (капитан Н. Сазыкин), которые провели 20 июля 1912 года первый товарищеский матч, завершившийся победой «Веги» со счётом 3:2.
После встречи была решено организовать городское первенство, куда заявилось шесть команд. Первым чемпионом Алатыря стала «Вега», серебро досталось «Спорту», а бронза — «Люциферу». Футболисты тогда не имели специальной обуви и играли босиком. На следующий год в турнире участвовало уже 10 команд.
Впервые на междугородний матч футболисты Алатыря отправились в 1915 году при участии В. Мухина, которые совершили выезд в Ардатов. Там чувашская «Стрела» (ранее — «Вега») сыграла вничью с местным «Соколом» (0:0), а «Люцифер» проиграл хозяевам со счётом 0:2. Впоследствии представители Арадова совершили ответный визит в Алатырь.

### СССР
На всероссийском уровне чувашский футбол дебютировал в августе 1922 года, когда сборная Чебоксар приняла участие в Поволжской Олимпиаде, где в футбольном состязании играло четыре коллектива. Укомплектована команда была представителями Ядрина, которые за месяц до соревнований победили в футбольном турнире в рамках Чувашской Олимпиды. На турнире команда провела одну игру против Самары и уступила ей со счётом 0:7.
Пятое место среди тринадцати участников чебоксарские футболисты заняли на летней Спартакиада Поволжья 1928 года в Казани. Первый международный матч в Чувашии состоялся в 1931 году. Тогда команда Чебоксар на стадионе «Темп» (сейчас — «Энергия») принимала гостей из рабочих союзов Норвегии, которые переиграли хозяев со счётом 5:3 (по другим данным 5:3).
Дебютный чемпионат Чувашии по футболу был организован в 1934 году среди команд из Алатыря, Канаша, Мариинского Посада, Цивильска, Чебоксар и Шумерли. В этот период лучшими командами региона были чебоксарские «Волга», «Энергия» и «Текстильщик», алатырские «Локомотив», «Спартак» и «Спутник», шумерлевская «Звезда», а также коллектив колхоза «Новая жизнь» из Цивильского района.
Выход на всесоюзный уровень для команды Чебоксар произошёл в 1935 году, когда местная чувашский коллектив был представлен во второй группе первенства СССР среди сборных команд городов. Стартовала чебоксарская сборная в Горьком, где уступила во всех трёх матчах против хозяев (0:6), Ярославля (4:5) и Казани (0:5).
Победителем Кубка Чувашской АССР 1939 года стал чебоксарский «Темп», обыгравший в городском дерби «Темп» со счётом 1:0. Проводились матчи и во время Великой Отечественной войны. Так в 1942 году в финале Кубка Чувашии победителем стала команда «Сталинец» из Чебоксар, обыгравшая алатарьский «Локомотив» (6:3).
| Город          | Побед |
| -------------- | ----- |
| Чебоксары      | 41    |
| Шумерля        | 3     |
| Алатырь        | 2     |
| Канаш          | 1     |
| Новочебоксарск | 1     |

Во второй половине XX века футбол в республике культивировался в различных учебных заведениях, на предприятиях, а также в совхозах и колхозах. Для детей и юношей проводился турнир «Кожаный мяч» на приз ЦК ВЛКСМ, где ежегодно свои силы пробовали более тысячи человек.
В третьем по значимости советском дивизионе (тогда чемпионат класса «Б») в 1965 году впервые выступила «Энергия» из Чебоксар, выступавшая на этом уровне в течение 23 сезонов (с перерывами), однако особых достижений не имела. В 1971 году «Энергия» встречалась дома с любительской командой из города Витри (Франция), обыграв гостей со счётом 5:0. Спустя три года, в 1974 году, с чувашской командой сыграл венгерский «Эгри Дожа» из Эгера, который являлся городом побратимом Чебоксар. Возглавлял гостей Нандор Хидегкути, олимпийский чемпион 1952 года. В Чувашии венгры провели три матча: против сборной Чебоксар (победа 3:1), сборной Шумерли (5:1) и чебоксарского «Трактора» (2:2).
На следующий год представители «Трактора» были приглашены в Эгер с ответным визитом. В 1975 году команда сменила название на «Сталь» и отправилась в Венгрию под руководством Давида Дыскина. В течение десяти дней чувашская команда провела три матча против «Эгри Дожа», «Эгри Вашаша» и коллектива завода, выпускающего тюбики для зубной пасты. Все поединки завершились победами советских футболистов с идентичным счётом 2:1.
Первая женская футбольная команда была основана в 1987 году в Чебоксарах под названием «Энергия». В 1990 году футболистки уже под названием «Волжанка» выступили на первом чемпионате СССР среди женщин. В 1991 году в Чебоксарах на стадионе «Олимпийский» состоялся мини-турнир среди женских команд, где приняли участие сборная СССР, сборная китайской провинции Хэбэй и местная «Волжанка». Победителем турнира стали футболистки советской команды, а чувашки завершили турнир с двумя поражениями.
С 1989 по 1992 год в первенстве РСФСР в зоне «Приволжье» среди коллективов физической культуры под патронажем завода «Электроприбор» играла команда «Спутник» из Алатыря.

### Российская Федерация
После распада СССР мужская команда выступавшая уже под названием «Азамат» провела два сезона во Второй лиге России, после чего в 1993 году навсегда прекратила выступления на профессиональном уровне.
В 1992 году вновь состоялся женский международный турнир в Чебоксарах, куда приехали сборная России, молодёжная сборная России и сборная Белоруссии. «Волжанка» заняла второе место, обыграв белорусок (1:0) и молодёжную сборную России (2:0), но проиграла основному составу сборной России (0:2). На высшем уровне в чемпионате России чебоксарки играли в 1990—1993 годах, а также в 1996 и 2000—2002 годах. Расформирование команды произошло из-за финансовых причин в 2002 году и с тех пор чувашский женский футбол на всероссийском уровне представлен не был. В 2009 году бывшая футболистка «Волжанки» Елена Лисачёва организовала женскую команду по мини-футболу с которой стала обладателем Кубка России. Тем не менее вскоре команда также была распущена.
В сентябре 2006 года в Чувашии гостили студенты из академий английского города Ливерпуль, которые провели тур по Чебоксарам и Шумерле. По состоянию на 2021 год в Чувашии футболом занималось 3,1 тысяч человек, включая порядка 1,6 тысяч воспитанников детско-юношеских спортивных школ.
В сезоне 2022/23 во Вторую лигу России заявился мужской футбольный клуб «Химик-Август» из посёлка городского типа Вурнары. Спонсором команды, играющей на модернизированном на стадионе «Химик» выступил производитель химических средств защиты растений — компания «Август». Просуществовал клуб до конца 2023 года, после чего главный спонсор объявил об окончании поддержки профессиональной футбольной команды.

## Стадионы
По состоянию на 2018 год в Республики Чувашия имелось 34 стадиона с трибунами, два из которых были с искусственным покрытием. Крупнейшим стадионом в Чувашии является стадион «Олимпийский», находящийся в Чебоксарах, и вмещающий 15 тысяч зрителей. Другой чебоксарский стадион — «Спартак» — вмещает 7500 человек. В посёлке Вурнары стадион «Химик» может принять до 1500 зрителей.

## Известные игроки
Сергей Башкиров из города Шумерля становился чемпионом СССР выступая за днепропетровский «Днепр» в 1988 году. В составе различных российских команд победителями и призёрами чемпионата страны были уроженки Чувашии Наталья Бочкарёва, Маргарита Ерёмина, Елена Коньякова, Елена Лисачёва и Лариса Капитонова. Чувашские корни есть у игроков национальной сборной России Александра Головина, Артёма Дзюбы и Сергея Игнашевича.

## Разновидности
С 2012 года в Чувашии проводятся соревнования по пляжному футболу, которые зачастую принимает посёлок Октябрьский и город Шумерля. Регулярно проводится чемпионат республики по мини-футболу, где в сезоне 2023/24 участвовало 8 команд.